# Al-Hujwirí
Al-Hujwirí (urdú: داتا گنج بخش)  (Gazni, desembre 1009 (Gregorià) - Lahore, 25 de setembre de 1072), més conegut com ʿAlī Hujwīrī (o al-Hujwīrī) i reverencialment com Dātā Ganj Bakhsh, va ser un predicador i musulmà persa, teòleg i musulmà persa del segle XI. És ben conegut per compondre el Kashf al-Maḥjūb (lit.  'Revelació de l'Ocult'), que es considera el primer tractat formal sobre el sufisme en persa.
Pertany a Ghazna, Ali Hujwiri va viatjar per tot l'Imperi Ghaznavid i va predicar per tot l'Orient Mitjà. Després de viure a Bagdad, es va traslladar a Lahore i va contribuir significativament a la difusió de l'Islam a través de la seva predicació. Es va convertir en un sant sufí reconegut a la regió, i en els seus últims anys, Ali Hujwiri va compilar el Kashf al-Mahjub. El 1072, Hujwiri va morir a Lahore i va ser enterrat a la mateixa ciutat.
Ali Hujwiri és venerat com el principal wali de Lahore, Pakistan pels musulmans sunnites tradicionals de la zona. És, a més, un dels sants més venerats de tot el sud d'Àsia. El lloc d'enterrament d'Hujwiri, conegut com el Data Darbar, es va convertir en un important lloc de pelegrinatge per als devots sufís i és un dels santuaris més freqüentats al sud d'Àsia. Actualment, és el santuari més gran del Pakistan "en nombre de visitants anuals i en la mida del complex del santuari" i, després d'haver estat nacionalitzat el 1960, està gestionat avui pel Departament d'Awqaf i Afers Religiosos del Panjab. El mateix místic continua sent un "nom familiar" a l'islam diari del sud d'Àsia. El 2016, el govern del Pakistan va declarar el 21 de novembre com a dia festiu per a la commemoració de l'inici dels tres dies d'aniversari de la mort d'Ali Hujwiri. Un historiador el descriu com "una de les figures més importants que ha difós l'islam al subcontinent indi".

## Galeria d'imatges de Data Durbar

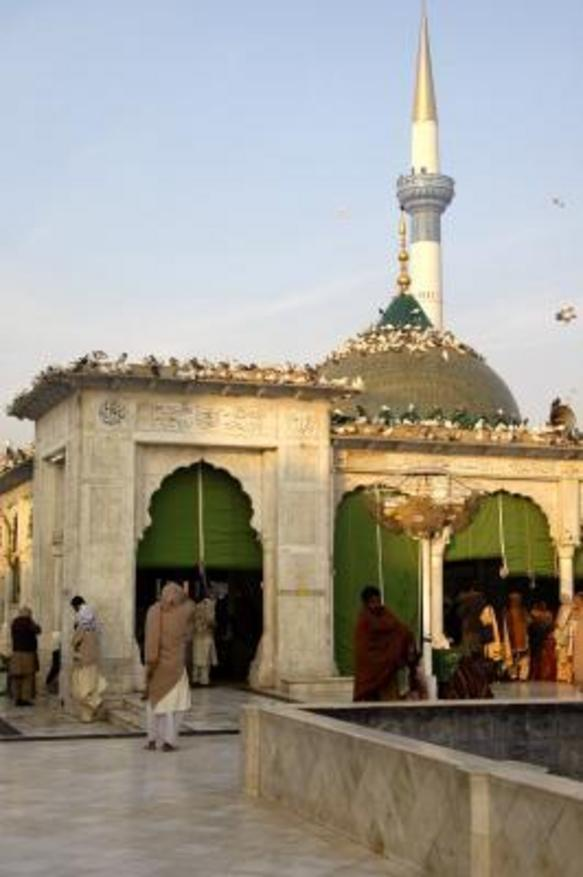
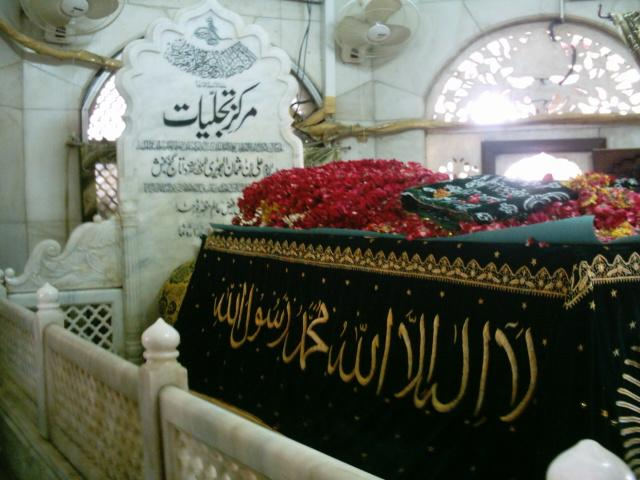
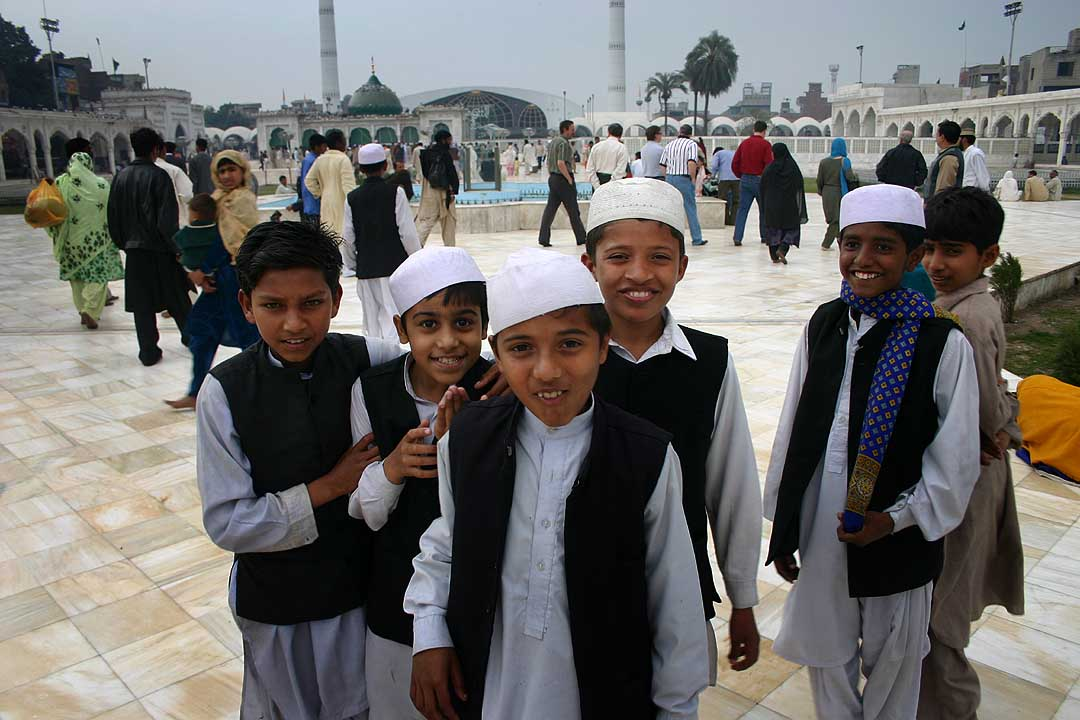
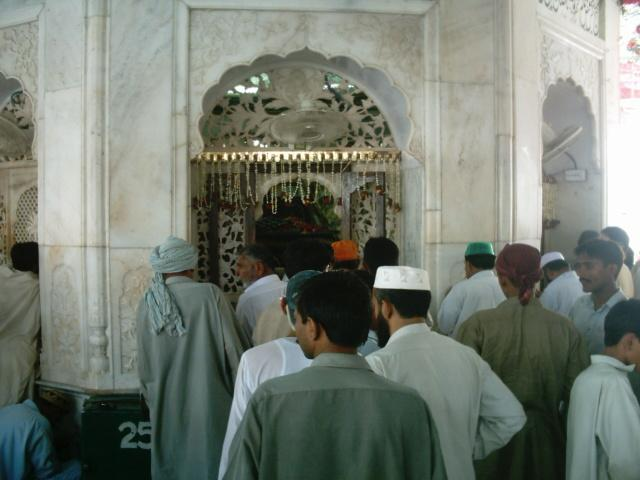
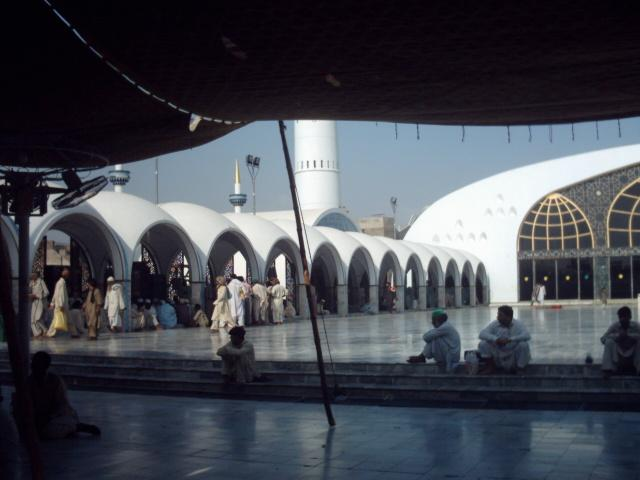
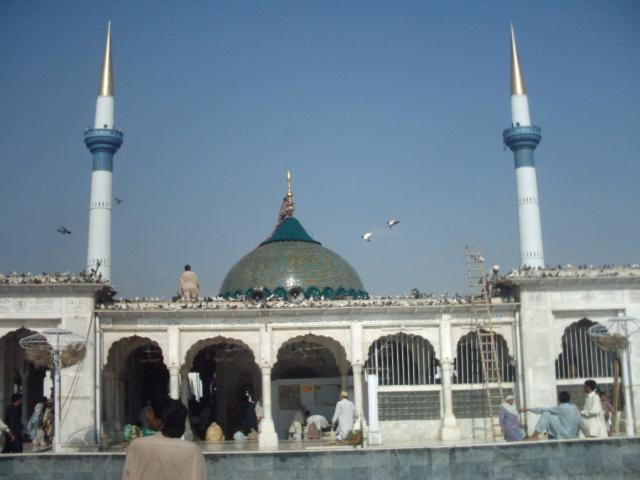
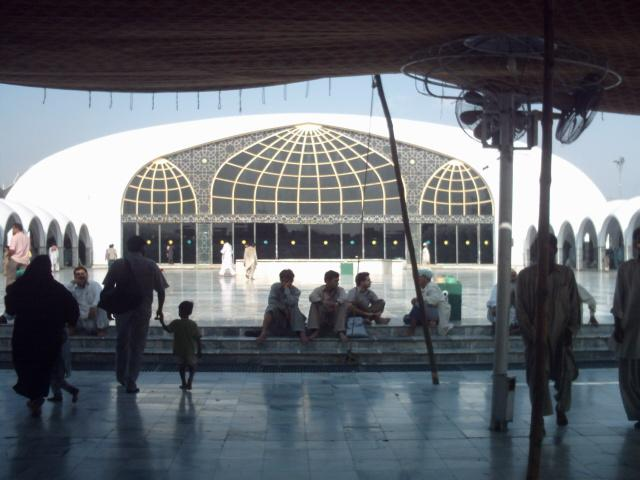
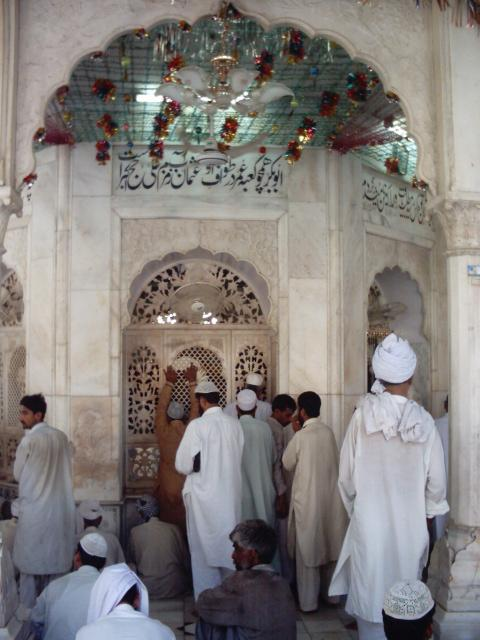